# God klinisk praksis
God klinisk praksis, med det engelske udtryk Good Clinical Practice (GCP) også set i danske sammenhænge, er et regelsæt for hvordan klinisk forskning skal udføres.
Det har betydning for om lægemidler kan godkendes.
Direktivet 2005/28/EC fra Den Europæiske Unions Kommission fastsætter principper og retningslinjer for området.
I Danmark er dette direktiv implementeret i to nationale love:
Lov om Lægemidler
og Lov om et Videnskabsetisk Komitésystem og behandling af Biomedicinske forskningsprojekter.
Dansk Selskab for Good Clinical Practice organiserer møder om god klinisk praksis.